# ایران در مسابقات قهرمانی ورزش‌های آبی جهان ۲۰۱۹
ایران از ۱۲ تا ۲۸ ژوئیه در مسابقات قهرمانی ورزش‌های آبی جهان ۲۰۱۹ در گوانگجو کره جنوبی شرکت کرد.

## شنا
ایران با دو شناگر در این مسابقات حضور پیدا کرد.
مردان
| ورزشکار           | رویداد         | مقدماتی | مقدماتی | نیمه نهایی | نیمه نهایی | نهایی     | نهایی     |
| ورزشکار           | رویداد         | زمان    | رتبه    | زمان       | رتبه       | زمان      | رتبه      |
| ----------------- | -------------- | ------- | ------- | ---------- | ---------- | --------- | --------- |
| بنیامین قره حسنلو | ۵۰ متر آزاد    | ۲۳٫۳۹   | ۶۱      | راه نیافت  | راه نیافت  | راه نیافت | راه نیافت |
| بنیامین قره حسنلو | ۱۰۰ متر آزاد   | ۵۱٫۴۹   | ۶۶      | راه نیافت  | راه نیافت  | راه نیافت | راه نیافت |
| علیرضا یاوری      | ۲۰۰ متر آزاد   | ۱:۵۶٫۲۸ | ۵۸      | راه نیافت  | راه نیافت  | راه نیافت | راه نیافت |
| علیرضا یاوری      | ۱۰۰ متر پروانه | ۵۵٫۶۳   | ۵۱      | راه نیافت  | راه نیافت  | راه نیافت | راه نیافت |